# Pléven
Pléven är en kommun i departementet Côtes-d'Armor i regionen Bretagne i nordvästra Frankrike. Kommunen ligger i kantonen Plancoët som tillhör arrondissementet Dinan. År 2022 hade Pléven 609 invånare.

## Befolkningsutveckling
Antalet invånare i kommunen Pléven
Referens:INSEE